# سامانتا: تعطیلات یک دختر آمریکایی
سامانتا (به انگلیسی: Samantha: An American Girl Holiday) محصول سال۲۰۰۴، یک فیلم تلویزیونی بر اساس کتاب های کودکانه ای به نام دختر آمریکایی است. این فیلم شرح زندگی یک دختربچه ثروتمند به نام سامانتا و سه کودک فقیر است. این فیلم در تورنتو، انتاریویِ کانادا فیلم برداری شده است. این فیلم نامزد سه جایزه شد و یک جایزه را برنده شد.
سامانتا اولین فیلم از سری دختر آمریکایی است.

## داستان
یک دختربچه ثروتمند به نام سامانتا با مادربزرگ خود زندگی می کند. او با سه دختربچه که فرزندان خدمتکار همسایه آنان هستند دوست می‌شود.

## بازیگران
- آناسوفیا رابدر نقش سامانتا
- کلسی لوئیس در نقش نلی اومالی
- میا فارودر نقش مریم ادواردز
- جردن بریجزدر نقش گاردنر ادواردز
- ربکا میدردر نقش کورنلیا ادواردز
- Olivia Ballantyne در نقش جنی اومالی
- هانا اندیکت-داگلاس در نقش اومالی
- مایکل Kanev در نقش ادی
- Karen Eyo در نقش مدیر مدرسه
- Keir Gilchristدر نقش کارخانه پسر
- Shary Guthrie در نقش معلم
- جکی براون در نقش کارخانه بانو
- شای نوریس در نقش آگاتا
- Clare Stone در نقش اما
- Nancy E.L. Ward در نقش لیلیان
- Janine Theriault در نقش بئاتریس